# Çam
Çam ist ein türkischer Familienname mit der Bedeutung Kiefer; Föhre.

## Namensträger
- Mertcan Çam (* 1995), türkischer Fußballspieler
- Ninel Çam (* 1974), türkisch-deutsche Choreografin und Performance-Künstlerin
- Serdar Çam (* 1966), türkischer Manager und Politikberater
- Sertaç Çam (* 1992), türkischer Fußballspieler

## Varianten
- Çamoğlu = Sohn (-oğlu) des Çam